# Дейонг, Пол
Пол Стерлинг ДеЙонг (англ. Paul Sterling DeJong; родился 2 августа 1993 года в городе Орландо, Флорида) — американский бейсболист, выступающий за клуб главной лиги бейсбола «Сент-Луис Кардиналс». Играет на позиции игрока второй базы. Участник Матча всех звёзд 2019 года.

## Карьера
Выпускник Антиох Коммьюинити Хай Скул города Антиох, штат Иллинойс. Благодаря спортивным успехам поступил в Университет штата Иллинойс. В 2014 году был задрафтован «Питтсбург Пайрэтс» в 38-м раунде. Контракт не подписывал, вернулся к учёбе в университете. Вышел на драфт 2015 года, где был выбран «Кардиналс» в четвёртом раунде. В том же году подписал контракт на сумму 200 тыс. долларов в год, был отправлен в команду «Джонсон Сити Кардиналс», уровня «новичков» (Rookie-A).
Прошёл команды системы «красных птиц» на всех уровнях, 2017 год начал в «Мемфис Редбёрдс». 28 мая 2017 года был вызван в МЛБ, где в тот же день дебютировал в поединке против «Колорадо Рокиз». Смог выбить хоум-ран в первом же выходе на биту. Набрав .298/.347/.638 в июле был признан лигой новичком месяца. Стал первым игроком Кардиналс с 2014 года, после Колтена Вонга, кто смог завоевать эту награду.